# 斯梅爾特維爾 (愛達荷州)
斯梅爾特維爾（英語：Smelterville）是一個位於美國愛達荷州肖肖尼縣的城市。

## 地理
斯梅爾特維爾的座標為47°32′34″N 116°10′45″W / 47.54278°N 116.17917°W，而該地的平均海拔高度為681米（即2234英尺）。

## 人口
根據2020年美國人口普查的數據，斯梅爾特維爾的面積為0.79平方千米，均為陸地。當地共有人口670人，而人口密度為每平方千米848.1人。